# 树海 (中国人物)
树海（？—1981年），原名树延绮，中国江苏省建湖县沿河镇树家桥人。

## 生平
树海早年曾就读于上海暨南大学，在学期间积极从事抗日救国运动。1949年后，曾任中共合肥市委书记、合肥市市长。1981年，因病去世。